# Пайкус-Пейс, Ноэль
Ноэль Пайкус-Пейс (англ. Noelle Pikus-Pace, 8 декабря 1982, Орем, Юта) — американская скелетонистка, двукратная чемпионка мира (2007 — личное первенство, 2013 — командное). Участница зимних Олимпийских игр в Ванкувере, обладательница Кубка мира. Серебряный призёр XXII зимних Олимпийских игр в Сочи.

## Биография

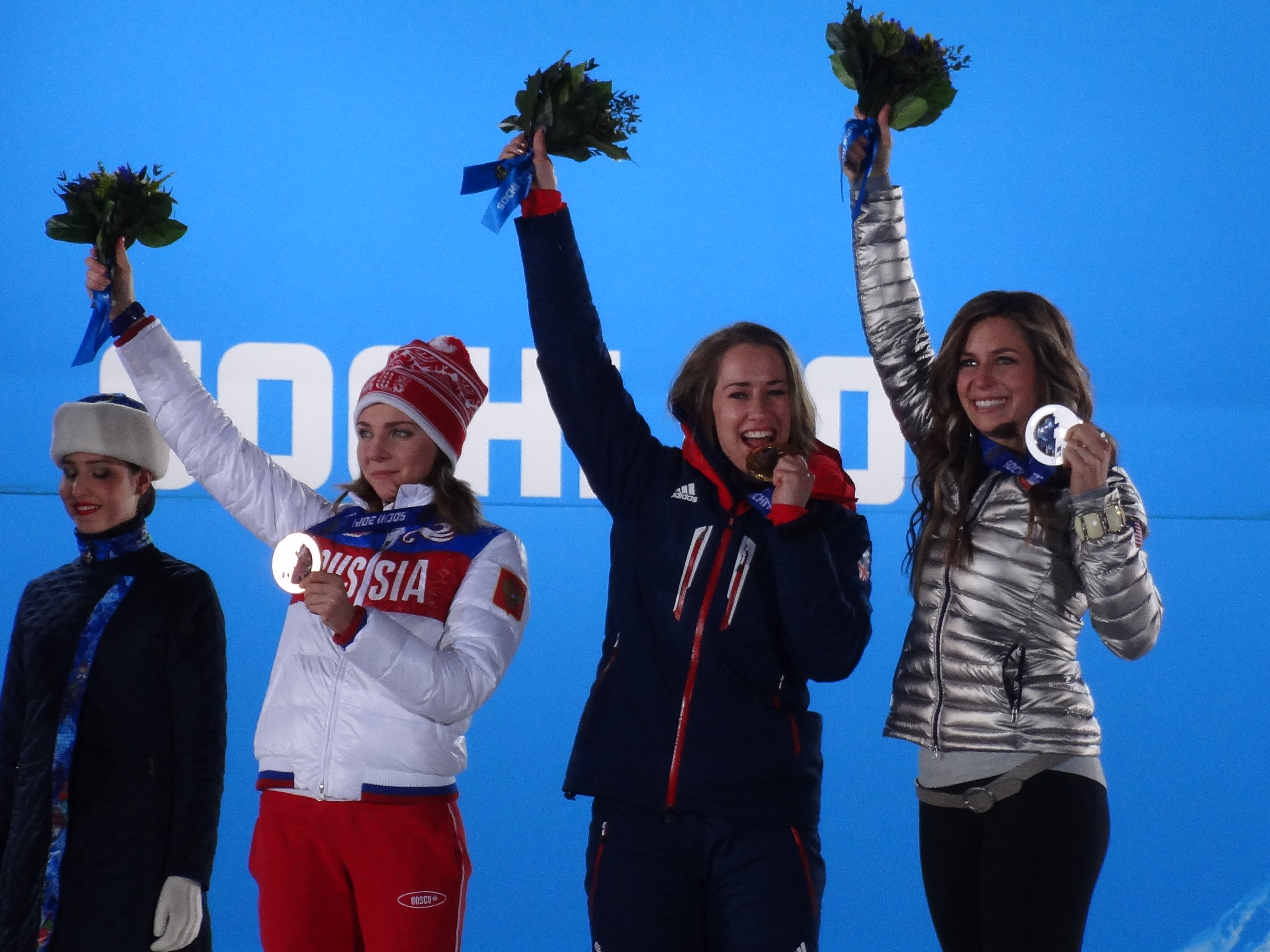
Церемония награждения на XXII Зимних Олимпийских играх в Сочи

Ноэль Пайкус родилась 8 декабря 1982 года в городе Орем, штат Юта, была восьмым ребёнком в семье. С юных лет увлеклась спортом, ещё в средней школе занималась баскетболом, софтболом, футболом, лёгкой атлетикой, пробовала силы в бобслее и начала изучать скелетон. Окончив школу в 2001 году, Ноэль получила стипендию на обучение в Университете Юты и начала выступать за команду университета по лёгкой атлетике. В возрасте девятнадцати лет вышла замуж за Дженсона Пейса и перешла в Колледж Юты, где продолжила занятия скелетоном. Спустя год уже была постоянным членом сборной США и дебютировала на Кубке Америки, сходу заняв третье место. В 2003 году впервые приняла участие в заездах Кубка мира, финишировала пятнадцатой на этапе в австрийском Иглсе, а через несколько дней на этапе в немецком Кёнигсзе впервые попала в десятку сильнейших.
Спортивная карьера Пайкус-Пейс складывалась весьма успешно, так, в общем зачёте Кубка мира 2004/05 она заняла первое место и, соответственно, стала обладательницей трофея, а на чемпионате мира в канадском Калгари завоевала серебряную медаль. Спортсменка должна была ехать защищать честь страны на Олимпийские игры 2006 года в Турин, но в ходе одной из тренировок сломала ногу и вынуждена была отказаться от этой поездки, уступив место многообещающей Кэти Уландер. Ноэль была сделана сложная операция по вживлению титанового стержня в ногу, после которой она восстанавливалась в течение трёх месяцев, то есть практически весь сезон пришлось пропустить.
Тем не менее, в 2007 году состоялось триумфальное возвращение Пайкус-Пейс в большой скелетон — на чемпионате мира в швейцарском Санкт-Морице она выиграла медали сразу в двух дисциплинах: золотую в одиночном женском разряде и серебряную в состязаниях смешанных команд по бобслею и скелетону. Сезон 2007/08 пропустила в связи с рождением дочери, вследствие чего к следующему кубковому циклу потеряла былую форму, сумев добиться лишь пятого места на этапе-открытии. В 2010 году отправилась соревноваться на Олимпийские игры в Ванкувер, причём муж, работавший менеджером на металлургическом предприятии, специально для этого события сконструировал уникальные скелетонные сани. По итогам всех заездов Пикус-Пэйс заняла четвёртое место, и это выступление оказалось последним — сразу же последовало решение завершить карьеру профессиональной спортсменки.
Летом 2012 года заявила о возвращении в спорт с тем, чтобы выступить на зимних Олимпийских играх 2014 года в Сочи.
В 2013 году на чемпионате мира выиграла золото в команде и серебро в личном первенстве.

## Личная жизнь
В 2002 году Ноэль вышла замуж за Джансона Пейса. 19 января 2008 года родилась их дочь Лейси Линн Пейс. 31 марта 2011 года у пары родился второй ребенок, сын Трэйсен.